# The Doo-Wops & Hooligans Tour
The Doo-Wops & Hooligans Tour foi a primeira turnê do cantor e compositor Bruno Mars, para divulgar o primeiro álbum de estúdio de Mars, Doo-Wops & Hooligans. A estréia da turnê ocorreu no dia 16 de novembro de 2010 em San Francisco, na Califórnia, e encerrou-se em 28 de janeiro de 2012, em Florianópolis, no Brasil. Em maio de 2011, Mars se juntou a cantora americana Janelle Monáe para a Hooligans in Wondaland Tour que passou apenas pelos EUA e pelo Canadá, e que é um vertente da Doo-Wops & Hooligans Tour em que a dupla se apresentou fazendo uma espécie de fusão entre a música de ambos os artistas.
O cantor se apresentou pela primeira vez no Brasil e na América do Sul em janeiro de 2012, em que a Doo-Wops & Hooligans Tour passou por três capitais brasileiras, São Paulo, Florianópolis e Rio de Janeiro. O cantor se apresentou também no Chile e na Argentina.

## Atos de Abertura
- Donis
- Janelle Monáe[2]
- Also sprach Zarathustra[7]

## Setlist
1. "The Other Side"
2. "Top of the World"

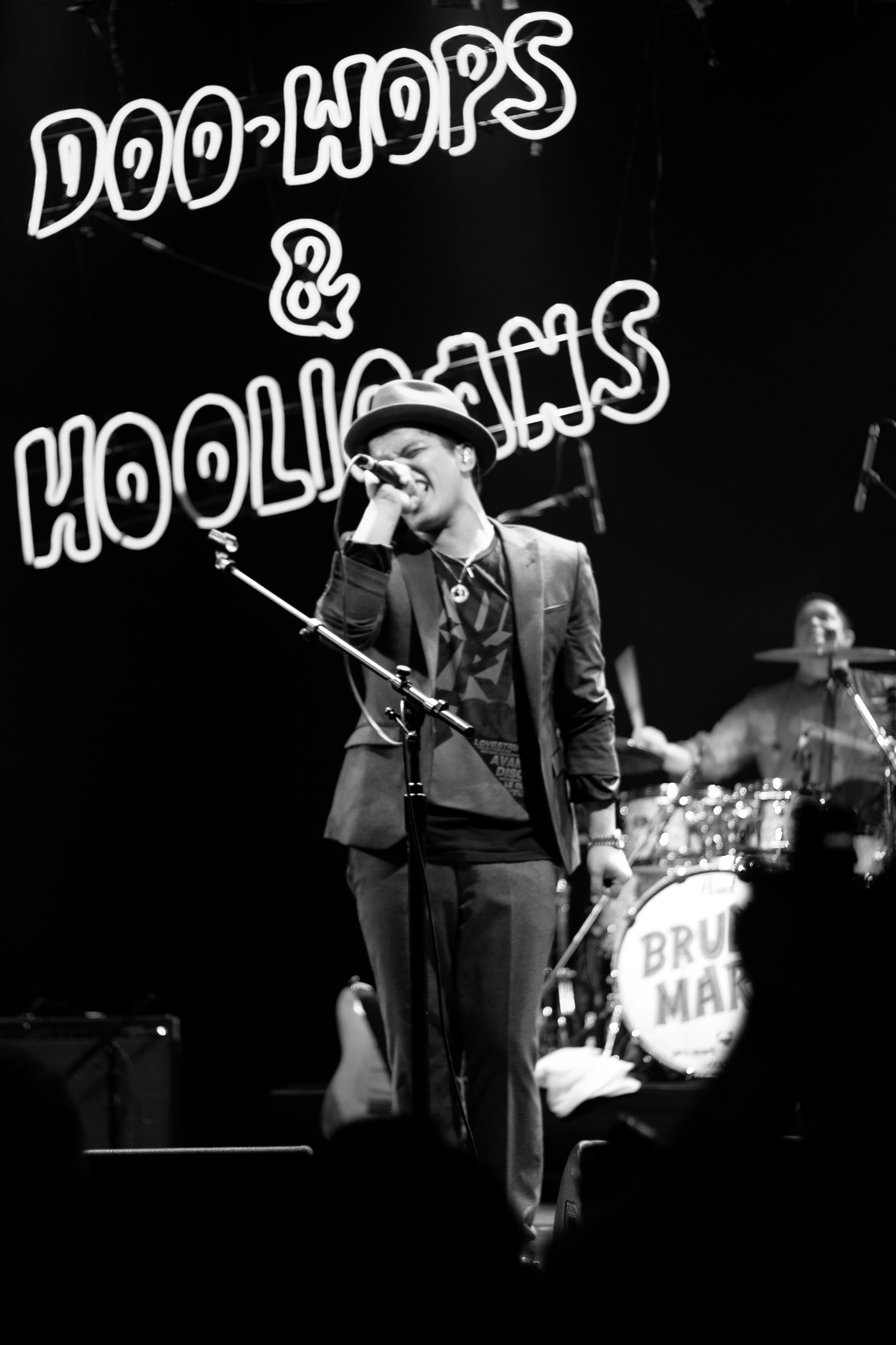
Mars performando na turnê em Houston, Texas.

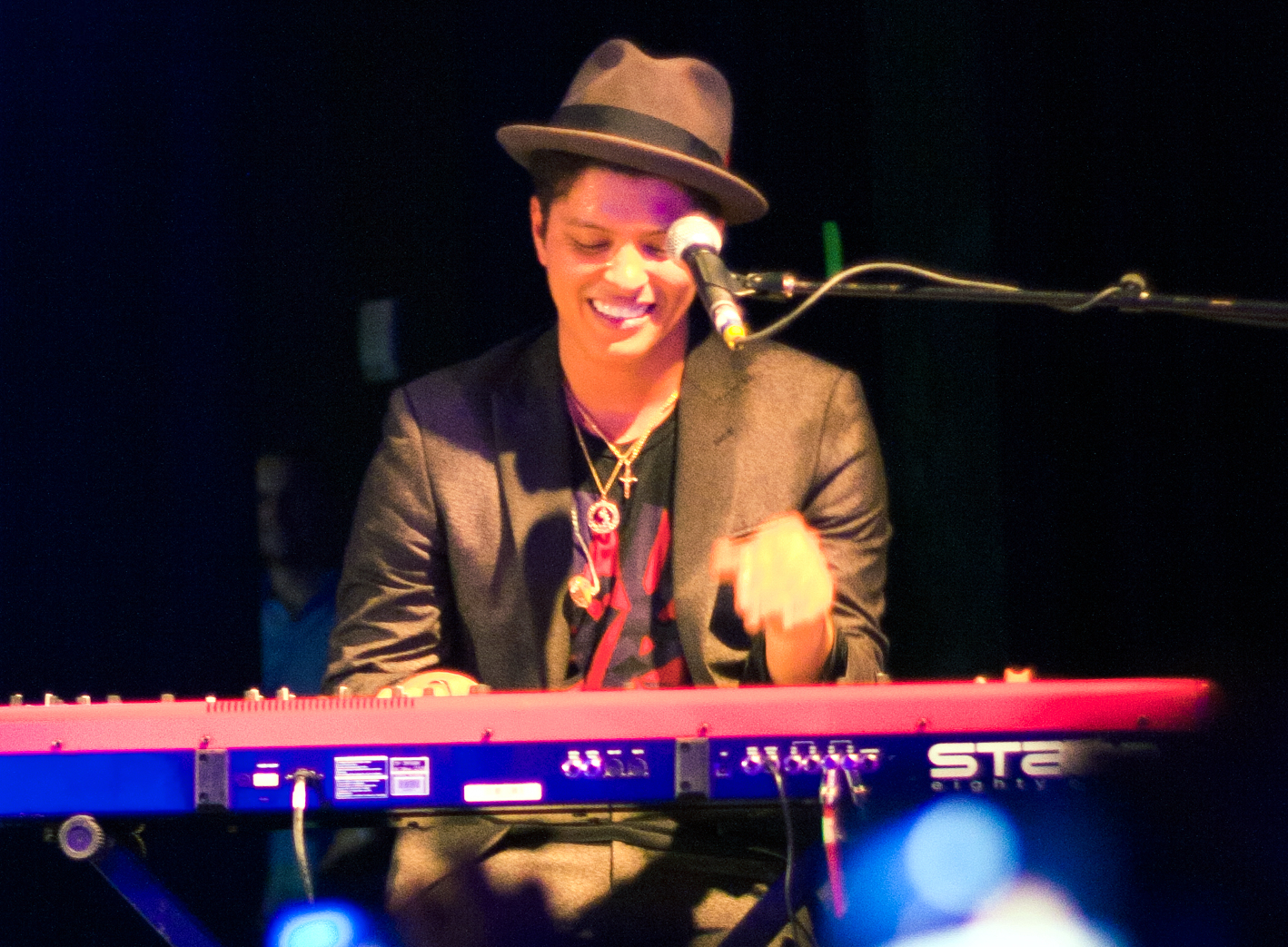
Mars performando na turnê em Houston, Texas.

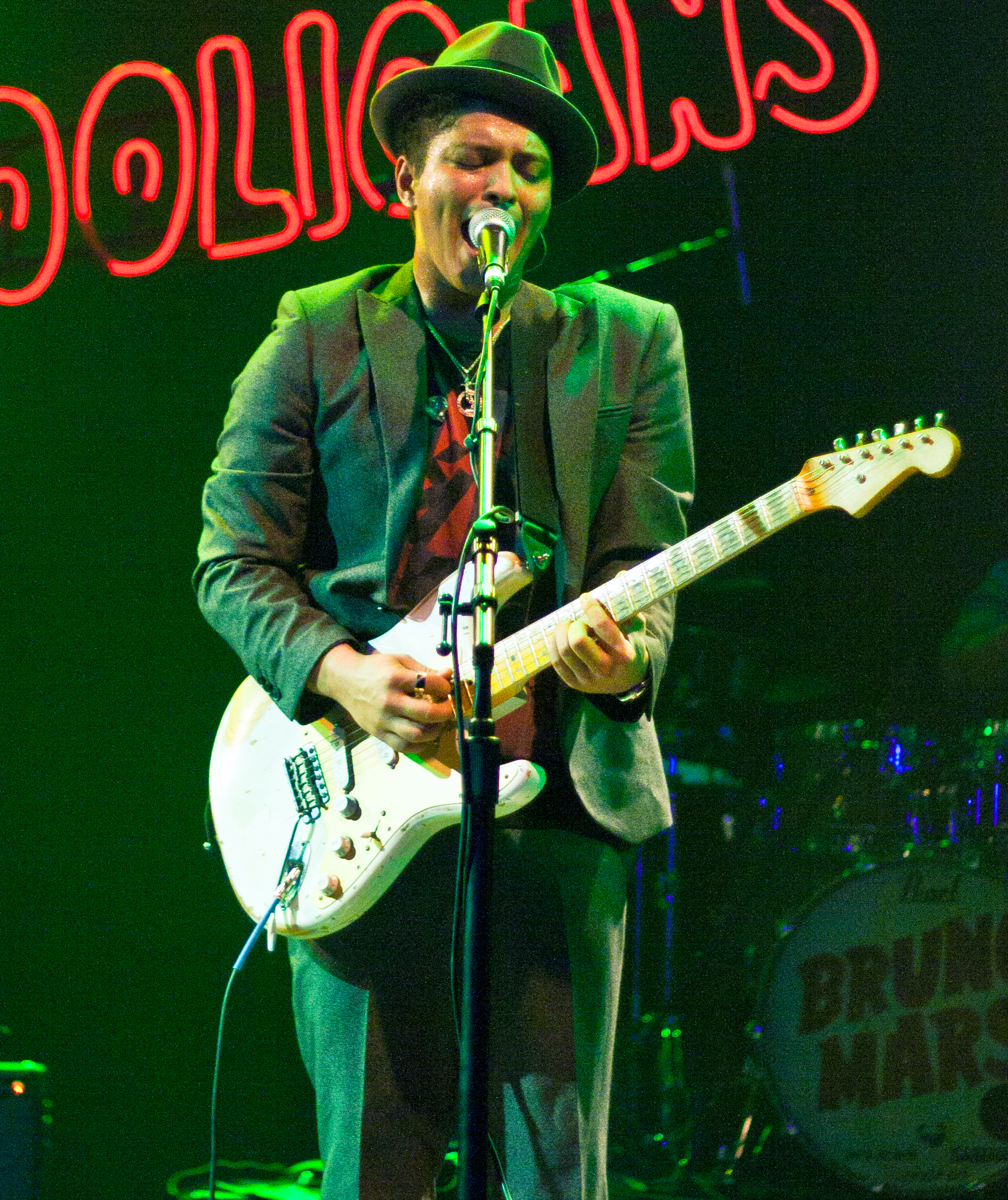
Mars performando na turnê em Houston, Texas.

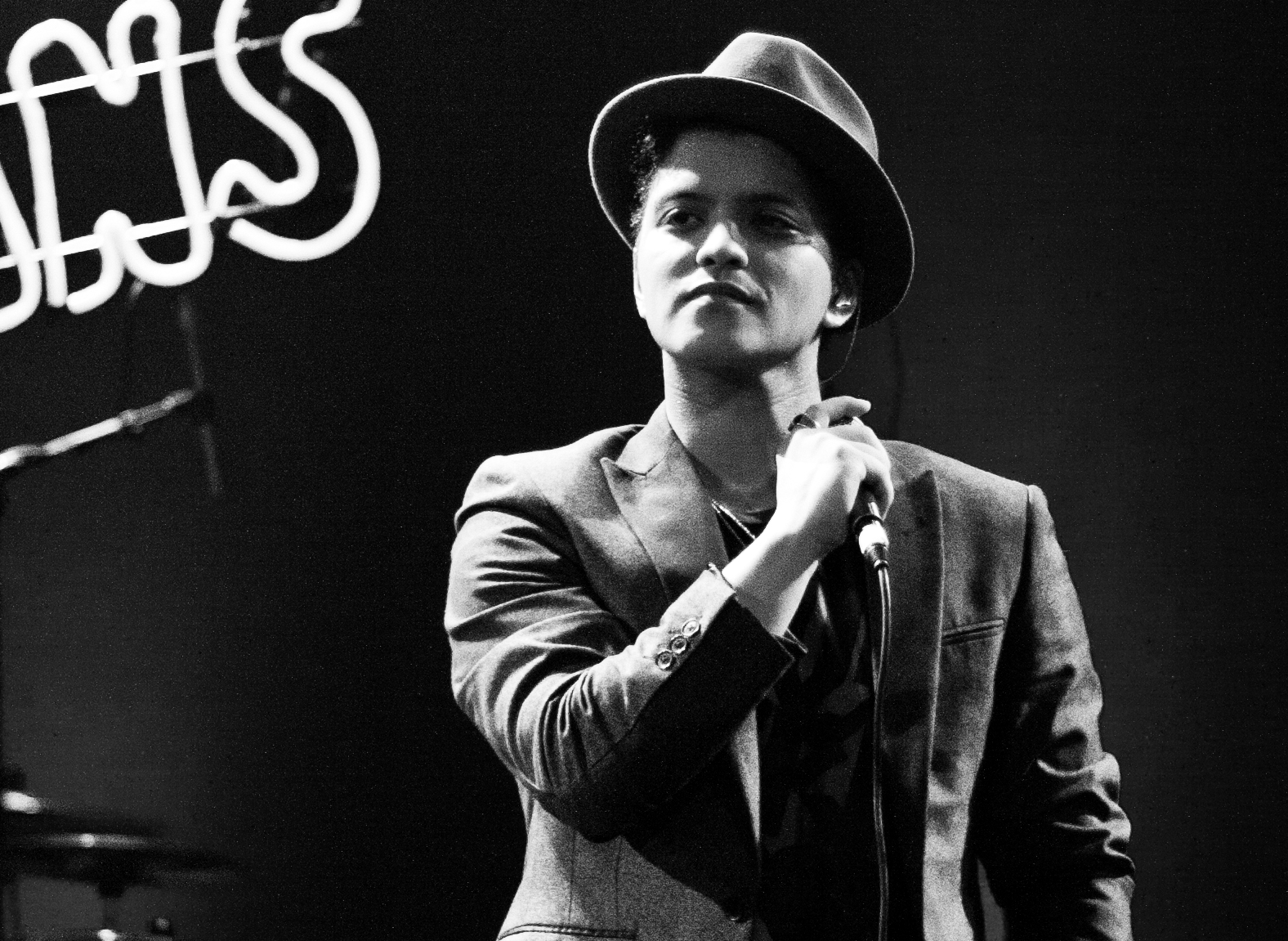
Mars performando na turnê em Houston, Texas.

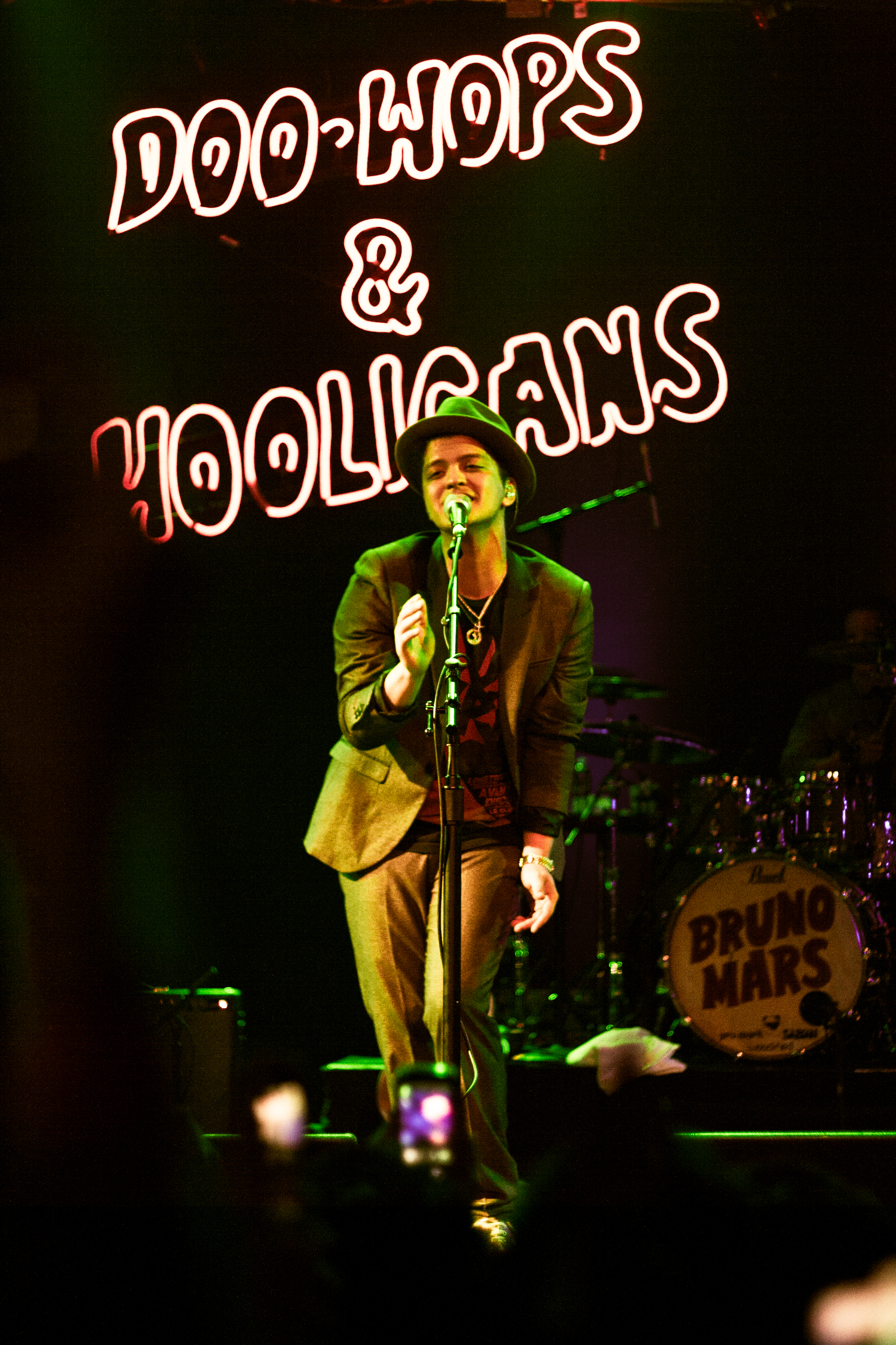
Mars performando na turnê em Houston, Texas.

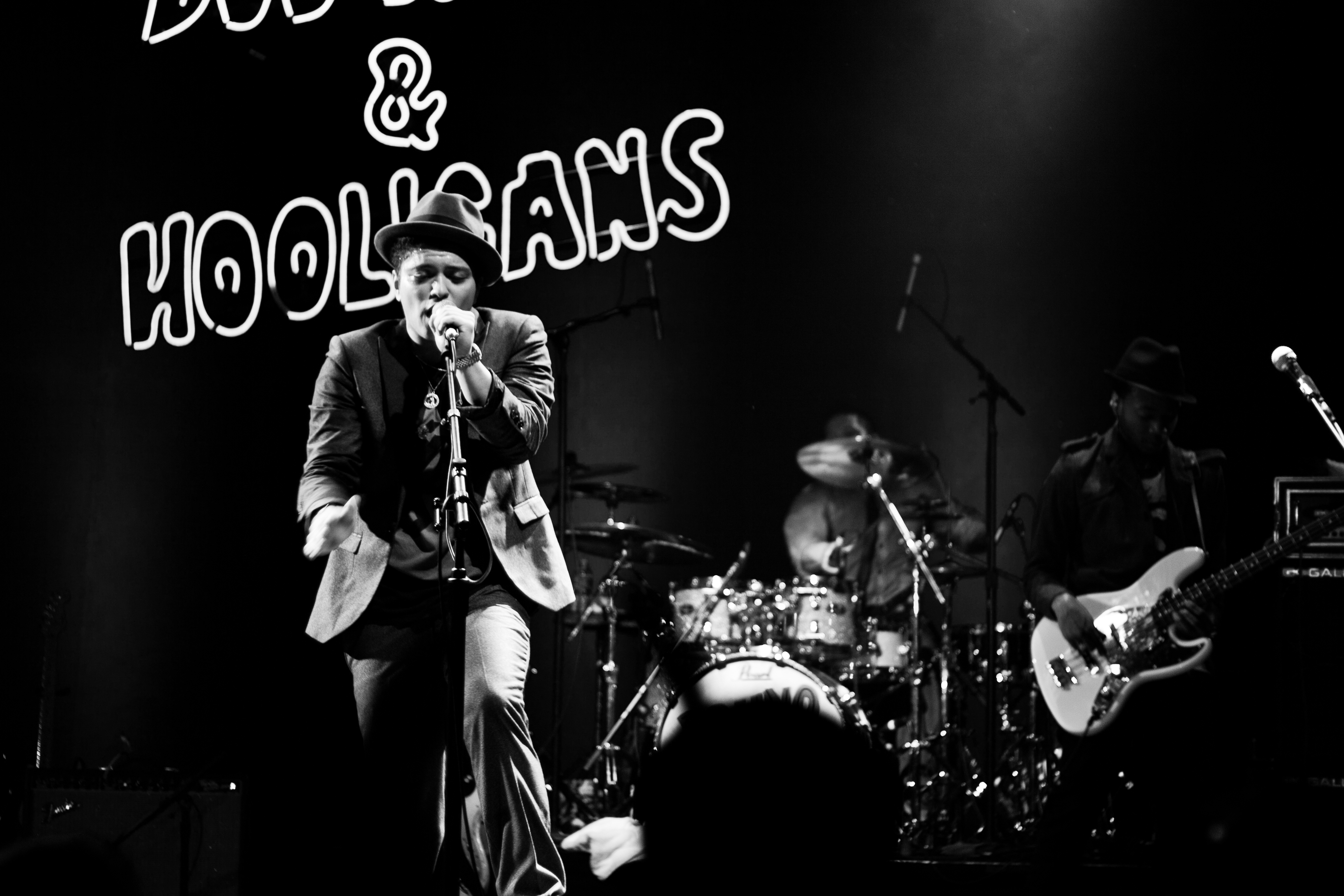
Mars performando na turnê em Houston, Texas.

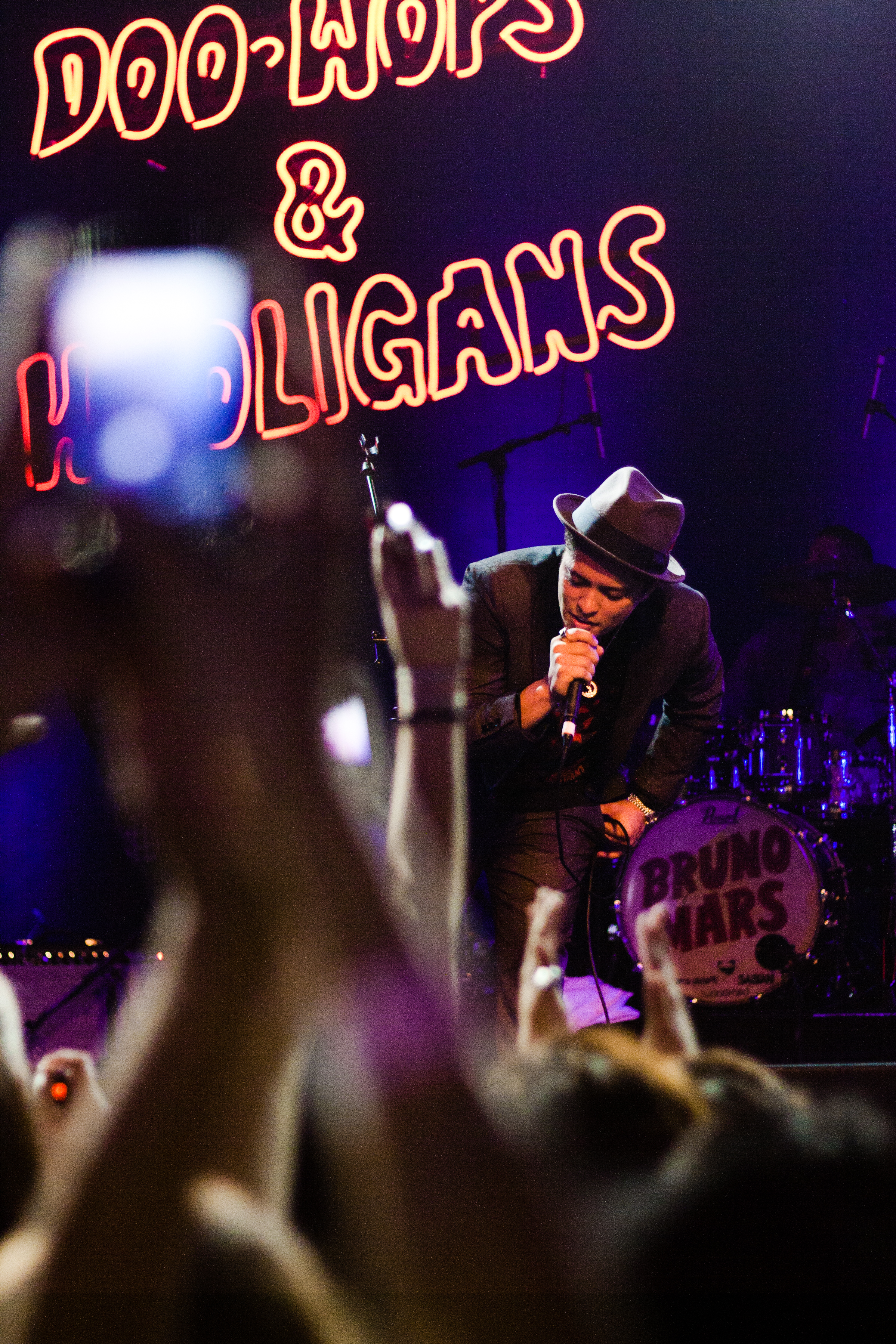
Mars performando na turnê em Houston, Texas.

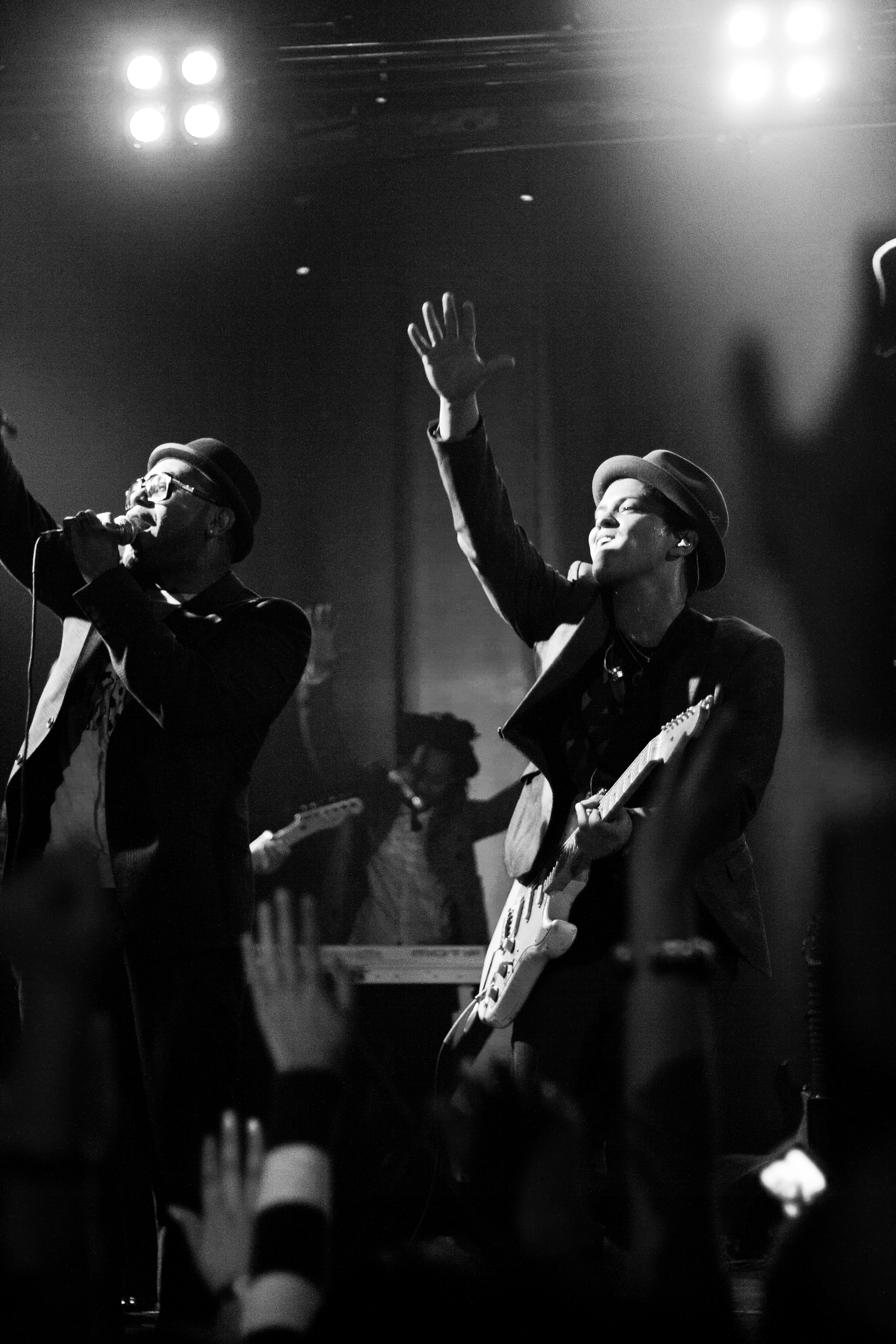
Mars performando na turnê em Houston, Texas.

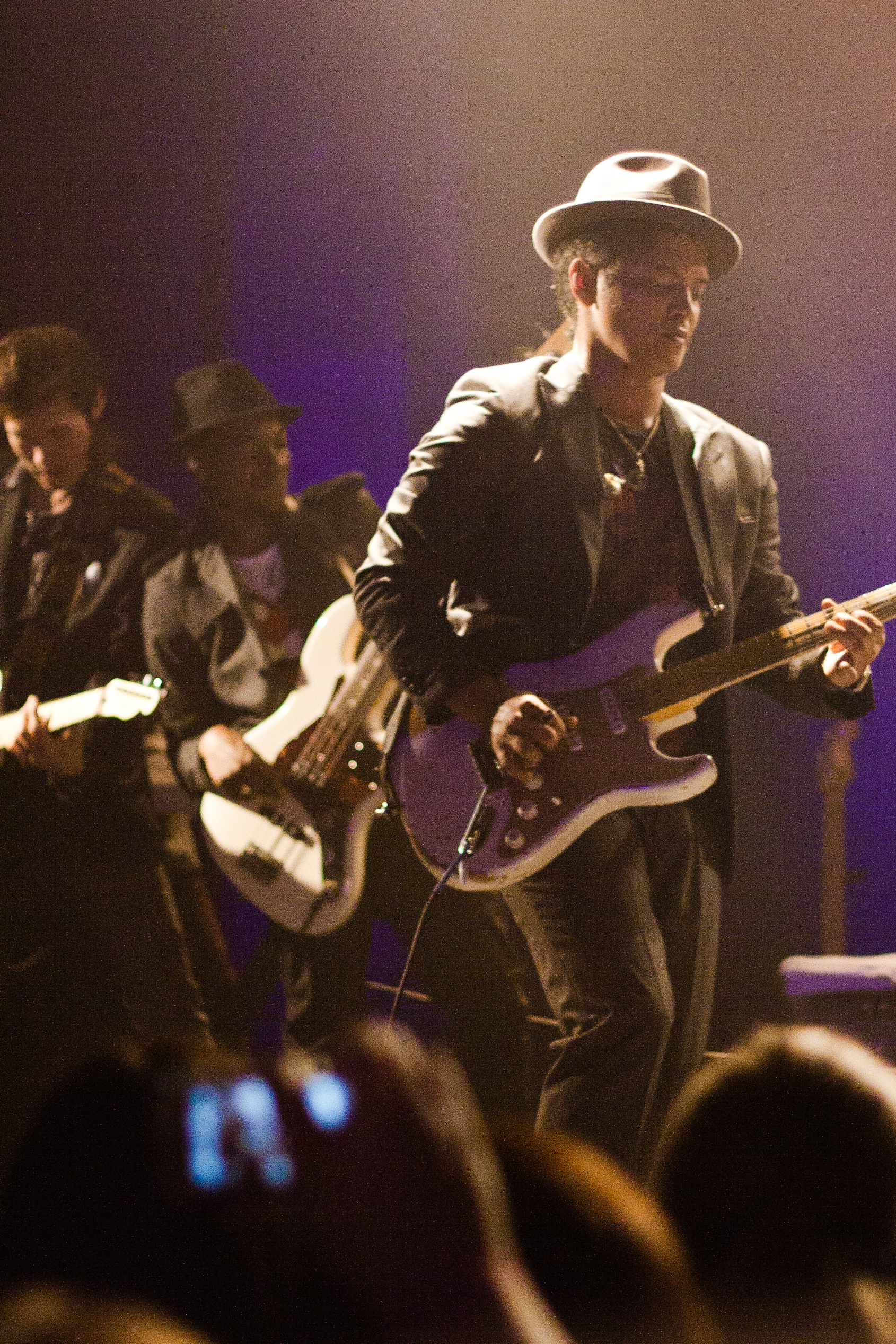
Mars performando na turnê em Houston, Texas.

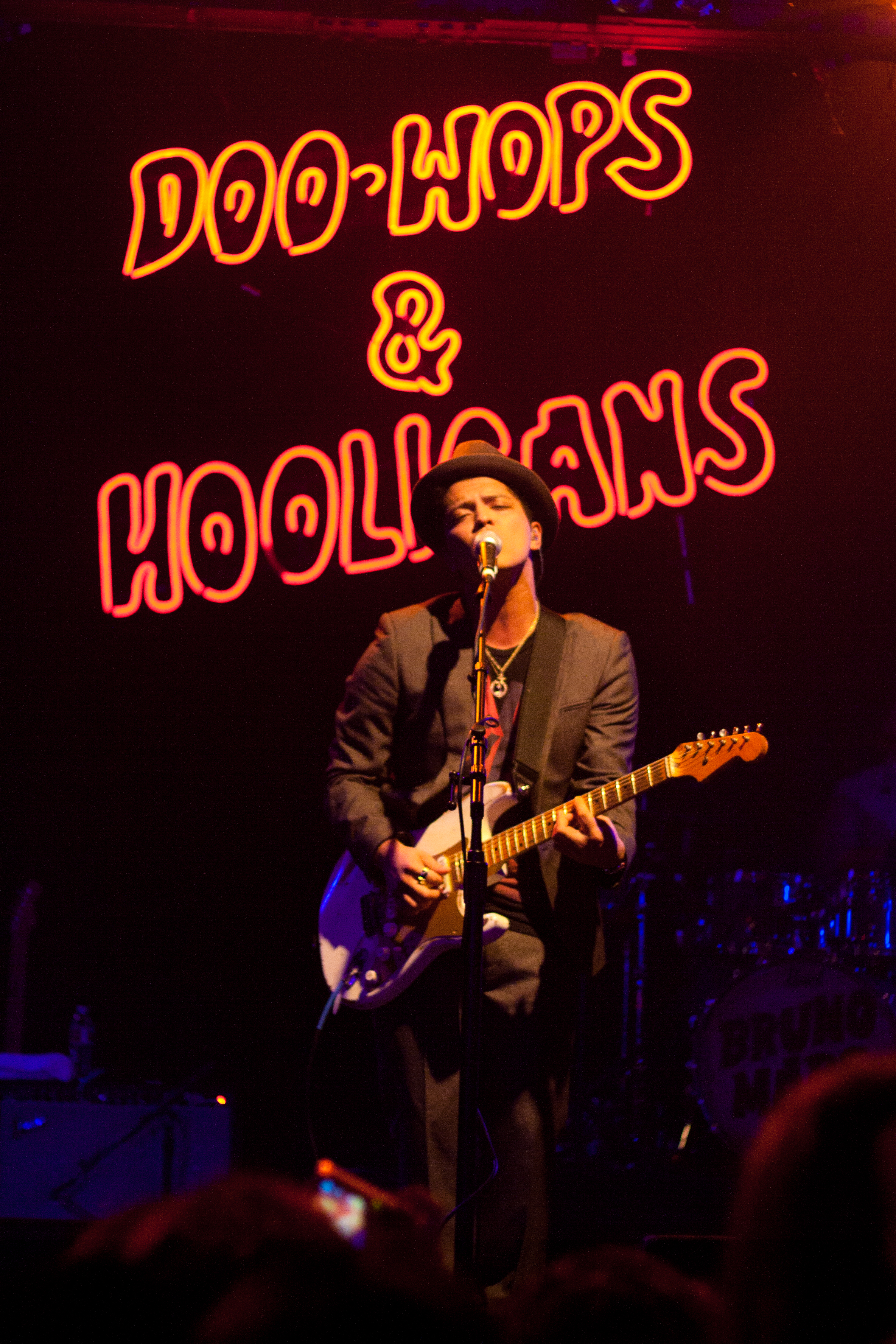
Mars performando na turnê em Houston, Texas.

3. "Money (That's What I Want)  (cover de Barrett Strong)
4. "Billionaire"
5. "Our First Time"
6. "Billie Jean"  (cover de Michael Jackson)
7. "Seven Nation Army"  (cover de The White Stripes)
8. "Marry You"
9. "The Lazy Song"
10. "Count on Me"
11. "Nothin' on You"
12. "Just the Way You Are"
13. "Grenade"  (encore)
14. "Talking To The Moon

## Datas da turnê
| Data                                                                           | Cidade            | País           | Local                                     | |
| ------------------------------------------------------------------------------ | ----------------- | -------------- | ----------------------------------------- | --- |
| América do Norte                                                               |                   |                |                                           | |
| 16 de Novembro de 2010                                                         | San Francisco     | Estados Unidos | Slim's Club                               | |
| 19 de Novembro de 2010                                                         | San Diego         | Estados Unidos | Price Center                              | |
| 20 de Novembro de 2010                                                         | Scottsdale        | Estados Unidos | Martini Ranch Hall                        | |
| 23 de Novembro de 2010                                                         | Dallas            | Estados Unidos | The Loft Night Club                       | |
| 24 de Novembro de 2010                                                         | Houston           | Estados Unidos | Warehouse Live Club                       | |
| 26 de Novembro de 2010                                                         | Sauget            | Estados Unidos | Pop's Grounds                             | |
| 27 de Novembro de 2010                                                         | Chicago           | Estados Unidos | Bottom Lounge Hall                        | |
| 28 de Novembro de 2010                                                         | Cleveland Heights | Estados Unidos | Grog Shop Club                            | |
| 30 de Novembro de 2010                                                         | Boston            | Estados Unidos | Paradise Rock Club                        | |
| 19 de Dezembro de 2010                                                         | Honolulu, Havaí   | Estados Unidos | Neal S. Blaisdell Arena                   | |
| 21 de Dezembro de 2010                                                         | Kahului, Havaí    | Estados Unidos | Maui Arts & Cultural Center               | |
| Europa                                                                         |                   |                |                                           | |
| 24 de janeiro de 2011                                                          | Londres           | Reino Unido    | Leicester Square Hall                     | |
| 3 de março de 2011                                                             | Berlim            | Alemanha       | Postbahnhof Club                          | |
| 5 de março de 2011                                                             | Paris             | França         | La Cigale Hall                            | |
| 6 de março de 2011                                                             | Amsterdã          | Holanda        | Paradiso NightClub                        | |
| 7 de março de 2011                                                             | Stuttgart         | Alemanha       | Rohre Hall                                | |
| 9 de março de 2011                                                             | Dublin            | Irlanda        | Olympia Theatre                           | |
| 10 de março de 2011                                                            | Manchester        | Reino Unido    | Manchester Academy Club                   | |
| 11 de março de 2011                                                            | Glasgow           | Reino Unido    | O2 Night Club                             | |
| 13 de março de 2011                                                            | Londres           | Reino Unido    | Camden Palace Club                        | |
| 14 de março de 2011                                                            | Londres           | Reino Unido    | Camden Palace Club                        | |
| 15 de março de 2011                                                            | Birmingham        | Reino Unido    | HMV Live Music Grounds                    | |
| 17 de março de 2011                                                            | Cologne           | Alemanha       | GLORIA Hall                               | |
| 19 de março de 2011                                                            | Munique           | Alemanha       | City Center Live                          | |
| 20 de março de 2011                                                            | Hamburgo          | Alemanha       | Gefährlich Concert Grounds                | |
| 23 de março de 2011                                                            | Copenhagen        | Dinamarca      | Store Vega Night Club                     | |
| Ásia                                                                           |                   |                |                                           | |
| 5 de abril de 2011                                                             | Jacarta           | Indonésia      | Gelora Music Festival                     | |
| 7 de abril de 2011                                                             | Cebu              | Filipinas      | WaterFront Hall                           | |
| 8 de abril de 2011                                                             | Manila            | Filipinas      | Araneta Coliseum                          | |
| 10 de abril de 2011                                                            | Kuala Lumpur      | Malásia        | World Exhibition Centre                   | |
| Oceania                                                                        |                   |                |                                           | |
| 12 de abril de 2011                                                            | Perth             | Austrália      | Astor Theatre                             | |
| 14 de abril de 2011                                                            | Sydney            | Austrália      | Luna Park                                 | |
| 15 de abril de 2011                                                            | Adelaide          | Austrália      | Thebarton Theatre                         | |
| 16 de abril de 2011                                                            | Melbourne         | Austrália      | Festival Hall                             | |
| 18 de abril de 2011                                                            | Auckland          | Nova Zelândia  | Vector Arena                              | |
| América do Norte (com Janelle Monáe como parte da Hooligans in Wondaland Tour) |                   |                |                                           | |
| 1 de maio de 2011                                                              | East Rutherford   | Estados Unidos | Meadowlands Complex                       | |
| 4 de maio de 2011                                                              | Nova York         | Estados Unidos | Roseland Ballroom                         | |
| 6 de maio de 2011                                                              | Long Island       | Estados Unidos | Stony Brock University Arena              | |
| 7 de maio de 2011                                                              | Camden            | Estados Unidos | Delaware Outdoor Center                   | |
| 8 de maio de 2011                                                              | Boston            | Estados Unidos | Agganis Arena                             | |
| 10 de maio de 2011                                                             | Atlanta           | Estados Unidos | Fox Theatre                               | |
| 11 de maio de 2011                                                             | Miami             | Estados Unidos | Miami Beach Convention Center             | |
| 17 de maio de 2011                                                             | Grand Prairie     | Estados Unidos | Verizon Theatre at Grand Prairie          | |
| 18 de maio de 2011                                                             | Houston           | Estados Unidos | Reliant Arena                             | |
| 20 de maio de 2011                                                             | Montgomery        | Estados Unidos | Jubilee CityFest                          | |
| 21 de maio de 2011                                                             | Baltimore         | Estados Unidos | Preakness Music Festival                  | |
| 22 de maio de 2011                                                             | Windsor           | Canadá         | Caesars Palace Hall                       | |
| 24 de maio de 2011                                                             | Milwaukee         | Estados Unidos | Eagles Ballrom                            | |
| 25 de maio de 2011                                                             | St. Paul          | Estados Unidos | Roy Wilkis Auditorium                     | |
| 27 de maio de 2011                                                             | Chicago           | Estados Unidos | Aragon Ballrom Hall                       | |
| 28 de maio de 2011                                                             | Kansas City       | Estados Unidos | Uptown Theatre                            | |
| 29 de maio de 2011                                                             | Denver            | Estados Unidos | 1st Bank Center                           | |
| 30 de maio de 2011                                                             | Orem              | Estados Unidos | McKay Events Center                       | |
| 2 de junho de 2011                                                             | Seattle           | Estados Unidos | WAMU Theatre at Qwest Field               | |
| 3 de junho de 2011                                                             | Vancouver         | Canadá         | Rogers Arena                              | |
| 4 de junho de 2011                                                             | Portland          | Estados Unidos | Potiac Theatre                            | |
| 7 de junho de 2011                                                             | Reno              | Estados Unidos | Grand Sierra Hall                         | |
| 8 de junho de 2011                                                             | San Francisco     | Estados Unidos | Civic Auditorium                          | |
| 10 de junho de 2011                                                            | Palm Springs      | Estados Unidos | SpotLight Covention Center                | |
| 11 de junho de 2011                                                            | San Diego         | Estados Unidos | City County Concerts Grounds              | |
| 12 de junho de 2011                                                            | Los Angeles       | Estados Unidos | Gibson Amphitheatre                       | |
| 14 de junho de 2011                                                            | Los Angeles       | Estados Unidos | Gibson Amphitheatre                       | |
| 15 de junho de 2011                                                            | Phoenix           | Estados Unidos | Comerica Theatre                          | |
| 16 de junho de 2011                                                            | Las Vegas         | Estados Unidos | The Pearl Theatre                         | |
| Europa                                                                         |                   |                |                                           | |
| 1 de julho de 2011                                                             | Londres           | Reino Unido    | Hyde Park                                 | |
| 5 de julho de 2011                                                             | Amsterdã          | Holanda        | Heineken Music Hall                       | |
| 6 de julho de 2011                                                             | Paris             | França         | L'Olympia                                 | |
| 9 de julho de 2011                                                             | Naas              | Irlanda        | Oxegen Music Festival                     | |
| 10 de julho de 2011                                                            | Kinross           | Reino Unido    | T in the Park Music Festival              | |
| 16 de agosto de 2011                                                           | Londres           | Reino Unido    | Hammersmith Apollo                        | |
| 17 de agosto de 2011                                                           | Londres           | Reino Unido    | Hammersmith Apollo                        | |
| 18 de agosto de 2011                                                           | Birmingham        | Reino Unido    | O2 Academy Birmingham                     | |
| 20 de agosto de 2011                                                           | Chelmsford        | Reino Unido    | Hylands Park (The V Music Festival)       | |
| 21 de agosto de 2011                                                           | Staffordshire     | Reino Unido    | Weston Park (The V Music Festival)        | |
| América do Norte                                                               |                   |                |                                           | |
| 30 de agosto de 2011                                                           | Allentown         | Estados Unidos | Grand Fair Center                         | |
| 31 de agosto de 2011                                                           | Syracuse          | Estados Unidos | NY State Concert Grounds                  | |
| 1 de setembro de 2011                                                          | Essex             | Estados Unidos | Valley View Hall                          | |
| Caribe e América Central                                                       |                   |                |                                           | |
| 3 de setembro de 2011                                                          | Nassau            | Bahamas        | Atlantis Paradise Ballroom                | |
| 8 de setembro de 2011                                                          | San Juan          | Porto Rico     | Coliseo de Puerto Rico                    | |
| Europa                                                                         |                   |                |                                           | |
| 3 de outubro de 2011                                                           | Copenhagen        | Dinamarca      | Valby Concert Hall                        | |
| 5 de agosto de 2011                                                            | Hamburgo          | Alemanha       | Sporthalle                                | |
| 6 de outubro de 2011                                                           | Berlim            | Alemanha       | Max Schmelling Halle                      | |
| 8 de agosto de 2011                                                            | Munique           | Alemanha       | Zenith                                    | |
| 10 de outubro de 2011                                                          | Milão             | Itália         | Fila Forum                                | |
| 12 de outubro de 2011                                                          | Viena             | Áustria        | Stadthalle                                | |
| 13 de outubro de 2011                                                          | Zurique           | Suíça          | Hallenstadion                             | |
| 15 de outubro de 2011                                                          | Oberhausen        | Alemanha       | König-Pilsener-ARENA                      | |
| 16 de outubro de 2011                                                          | Frankfurt         | Alemanha       | Jahrhunderthalle                          | |
| 17 de outubro de 2011                                                          | Luxemburgo        | Luxemburgo     | Rockhal Center                            | |
| 19 de outubro de 2011                                                          | Bruxelas          | Bélgica        | Forest National Arena                     | |
| 20 de outubro de 2011                                                          | Paris             | França         | Le Zénith                                 | |
| 21 de outubro de 2011                                                          | Nantes            | França         | Le Royale Hall                            | |
| 23 de outubro de 2011                                                          | Londres           | Reino Unido    | O2 Academy Brixton                        | |
| 31 de outubro de 2011                                                          | Glasgow           | Reino Unido    | Scottish Exhibition and Conference Centre | |
| 1 de novembro de 2011                                                          | Nottingham        | Reino Unido    | Capital FM Arena                          | |
| 2 de novembro de 2011                                                          | Manchester        | Reino Unido    | Manchester Apollo                         | |
| América do Sul                                                                 | América do Sul    | América do Sul | América do Sul                            | Nota: Os shows no Brasil não só foram da turnê como do festival Summer Soul Festival 2012, promovidos pela XYZ Live. |
| 19 de Janeiro de 2012                                                          | Santiago          | Chile          | Movistar Arena                            | |
| 21 de Janeiro de 2012                                                          | Mar del Plata     | Argentina      | MutClub Beach Hall                        | |
| 24 de Janeiro de 2012                                                          | São Paulo         | Brasil         | Arena Anhembi                             | |
| 25 de Janeiro de 2012                                                          | Rio de Janeiro    | Brasil         | HSBC Arena                                | |
| 28 de Janeiro de 2012                                                          | Florianópolis     | Brasil         | Stage Music Park                          | |